# 王拓
王紘久（1944年1月9日—2016年8月9日），筆名王拓，是一位出生於臺灣基隆市八斗子的臺灣鄉土文學作家及政治人物。
他在黨外運動時期開始參與台灣民主運動，並於美麗島事件中入獄，後參與工黨與民主進步黨，曾任民進黨秘書長。他在民進黨內原屬美麗島系，曾加入正義連線與新潮流系的運作。他曾擔任第二屆國民大會代表，第三、四、五屆立法委員，第10任行政院文化建設委員會主任委員。

## 生平
王拓出生於日治台灣臺北州基隆市，自小由母親撫養長大。王拓就讀臺灣省立基隆高級中學（今國立基隆高級中學）一年級時，適逢1960年基隆市長選舉，校方邀請了中國國民黨市長候選人李國俊演講；王拓目睹了李國俊在演講中不談政治抱負、卻大力對黨外市長候選人林番王做人身攻擊，引起同學間的反感。:121基隆中學畢業後，王拓考取國立臺灣師範大學國文學系，之後於國立政治大學中文研究所取得碩士學位；王拓一路都以半工半讀方式完成學業，甚至曾經從事基隆碼頭挑煤工、造船廠油漆工、煤炭工人與漁夫的工作。平常興趣是打麻將
後來，王拓於政治大學及光武工專擔任講師。1970年，王拓開始發表小說，多為描寫社會底層人物的困境和遭遇的寫實文學。1977年8月，《中央日報》總主筆彭歌在《聯合報》發表《不談人性，有何文學？》一文，公開點名批判王拓、《人間雜誌》創辦人陳映真、《文學季刊》主編尉天聰，正式點燃台灣鄉土文學論戰的戰火。王拓與當時的黨外陣營關係密切，因此走向政治。1978年，王拓曾登記參選基隆市國大代表，但因為蔣經國政府宣佈停止選舉而作罷。1979年，王拓參與《美麗島雜誌》。1980年，王拓因參與美麗島事件被捕，判處有期徒刑六年。1984年，王拓假釋出獄。
王拓出獄後，曾創辦《文季雜誌》並自任總編輯，並且與陳映真相熟。1987年，蔣經國政府宣布解嚴，開放黨禁、報禁與大陸探親，王拓任夏潮聯誼會第一任會長，曾率團訪問北京；並曾參與工黨創黨。1989年，工黨中的夏潮派分裂出來，成立勞動黨；王拓則離開工黨，加入民主進步黨，並代表民進黨參選基隆市長，但敗給中國國民黨提名的林水木。1990至1992年間，任民進黨基隆市黨部主任委員、民進黨中央黨部組織部主任。1991年，中央民意代表全面改選，王拓於基隆市當選國民大會代表。1993年，王拓辭去國大代表一職，代表民進黨參選基隆市長，仍告敗北。
1995年，王拓當選民進黨全國不分區立法委員。1998年，王拓於基隆市當選立法委員。2001年與2004年，王拓都成功連任，成為民進黨立法院黨團的重要幹部。2002年，王拓加入民進黨正義連線，任執行委員。2004年底，王拓加入新潮流系。2005年，民進黨徵召王拓參選基隆市長，登記參選後，為統合泛綠勢力，改為支持台灣團結聯盟提名的陳建銘參選，但陳建銘最終仍敗給國民黨候選人許財利。在第二次張俊雄內閣時，王拓擔任行政院文化建設委員會主任委員。
民進黨在2008年中華民國總統選舉失敗，再度成為在野黨，由蔡英文接任主席。2008年5月21日，蔡英文任命王拓接任民進黨秘書長。直到在2009年卸任為止，王拓在任內不支領薪水，推動開源節流，使民進黨中央黨部順利償還約新台幣1億5千多萬元的債務，避免走入債務協商的窘境。卸下職務後，王拓積極協助民進黨在基隆的黨務推動，為基隆市長候選人林右昌及立法委員候選人蔡適應助選。

2016年8月9日，王拓因心肌梗塞病逝於臺北市士林區新光醫院，享壽72歲。王拓與其妻育有一子一女。2016年9月6日，王拓公祭典禮，其子王醒之從總統蔡英文手中接下王拓褒揚令，總統褒揚令全文為：

前國民大會主席團主席、前立法委員、鄉土文學作家王拓，本名王紘久，節行瑰奇，智器文藻。少歲卒業國立臺灣師範大學國文系，復獲政治大學中文研究所碩士學位，篤學善文，揖志鵬舉。曾任大學講師、《文季》雜誌總編輯、《人間》雜誌社社長等職，長期宣勤管翰，偏擅評論小說，質直渾厚，豐贍多元，關切封建婚姻制度，指陳教育體系沉疴；揭露弱勢底層晦暗，發攄農村貧困情境，勞心求理，指事類情；凌雲振玉，作作有芒。尤以《金水嬸》、《望君早歸》、《牛肚港的故事》等經典作品垂稱，弘宣人道主義，體現人文關懷，執言椽筆，思緒雲騫；格高意實，洞見底蘊，允為開啟臺灣文學新方向之前驅。曾先後膺選四屆立法委員，眷注鄉土藝文生態，參與文化公共事務；力促紀錄片雙年展，搶救修復臺語電影，讜論正辭，明效大驗，誠迺保存國家重要資產之推手。嗣出掌行政院文化建設委員會主任委員，持秉和解共生理念，厚植全民生活美學，謨深慮遠，風成化習。綜其生平，盡瘁臺灣民主文學運動，標揚社會制度改革大纛，遺徽聲采，矩範聿昭。遽聞溘然長辭，悼惜彌殷，應予明令褒揚，用示政府崇念賢彥之至意。

總　　　統　蔡英文　　　　

行政院院長　林　全　　　　

## 著作
長/短篇小說
- 《金水嬸》：故事題材是取材自王拓的母親。
- 《望君早歸》
- 《牛肚港的故事》
- 《台北 台北》

兒童文學創作
- 《咕咕精與小老頭》

政治評論
- 《黨外的聲音》：自版，1978年9月15日初版，長橋出版社總經銷。

## 評價
- 蔡英文政府的文化部長鄭麗君表示哀悼，並提議總統蔡英文頒發褒揚令。
- 民進黨立委蔡適應說：王拓是基隆市民主發展的導師。王拓除了是鄉土文學、美麗島受刑人、環保和民主鬥士，也是基隆黨外時期第一位參選公職者。
- 民進黨立委莊瑞雄說：王拓的為人理念，簡直是「民進黨的防腐劑」。
- 民進黨立委顧立雄說：王拓是民主前輩。在威權時期民主壓制的時候，王拓能為民主來發聲，非常讓人緬懷和敬佩。
- 王拓的學生、同時也是作家的林文義談王拓：文學是他未完成的志業。
- 洪耀福認為「王拓是樂觀的文學家，菸不離手」。
- 中國國民黨主席洪秀柱說：「王拓是一個非常感性，也執著於追求實現自己理念的人」。

## 選舉紀錄
| 年度 | 選舉屆數               | 選舉區           | 所屬政黨   | 得票數    | 得票率 | 當選標記 | 備註 |
| ---- | ---------------------- | ---------------- | ---------- | --------- | ------ | -------- | ---- |
| 1989 | 第十一屆基隆市市長選舉 | 基隆市           | 民主進步黨 | 66,152    | 42.15% |          |      |
| 1991 | 第二屆國民大會代表選舉 | 基隆市選舉區     | 民主進步黨 | 34,463    | 22.91% |          |      |
| 1993 | 第十三屆基隆市市長選舉 | 基隆市           | 民主進步黨 | 76,967    | 45.34% |          |      |
| 1995 | 第三屆立法委員選舉     | 全國不分區選舉區 | 民主進步黨 | 3,132,156 | 33.2%  |          |      |
| 1998 | 第四屆立法委員選舉     | 基隆市選舉區     | 民主進步黨 | 35,884    | 25.97% |          |      |
| 2001 | 第五屆立法委員選舉     | 基隆市選舉區     | 民主進步黨 | 40,783    | 23.70% |          |      |
| 2004 | 第六屆立法委員選舉     | 基隆市選舉區     | 民主進步黨 | 34,129    | 22.65% |          |      |
| 2005 | 第十五屆基隆市市長選舉 | 基隆市           | 民主進步黨 | 2,771     | 1.50%  |          |      |

## 爭議

### 被金溥聰自訴誹謗案
2007年，金溥聰對王拓提起自訴，指稱：王拓與顏聖冠等人在立法院召開記者會，提出一封來自謝長廷競選總部的檢舉函指稱金溥聰與偵辦謝長廷案件的司法人員有所掛勾，將偵查中關於謝長廷的不利案件資料提供給國民黨市議員，打算透過所謂的「毀謝（即謝長廷）小組」以讀書會的方式，追查謝長廷在高雄市長任內有無涉及弊案。王拓與顏聖冠等人更稱金溥聰的地位與馬英九的大總管無異，本案再次揭示國民黨並未放棄勾結情治單位的惡質選舉方式。金溥聰主張王拓等人身為民意代表，言行有較高能見度，言論影響力較一般言論巨大，卻疏忽查證責任即以無具體事證證明的讀書會抹黑他人，造成自己受到無法彌補的名譽損害，為捍衛名譽決定對王拓等人提起誹謗罪自訴。。王拓則抗辯，身為民意代表，在立法院內召開記者會，有言論免責權的適用。而在記者會上自己僅聲稱檢舉函的真實性關乎國家領導人的品格，只想透過記者會表達對上述議題的關切並敦促檢警查證，不等於認定手上提出的檢舉函必然為真。又自己所質疑的事情是情治單位與國民黨有無掛勾，關乎司法人員風紀問題，屬可受公評之事。此外收受檢舉函之時曾獲謝長廷總部人員保證檢舉函已經過查證，王拓也針對檢舉書所指稱的讀書會秦姓帶頭人員身分展開查證，亦發現其與金溥聰為同學關係。且聯合報頭版亦出現過由該帶頭人員提供情報的不利謝長廷報導等情事，已落實合理查證義務。
一、二審法院均認為，王拓等人所質疑的事項與總統大選的公平性與司法人員偵辦案件是否公允有關，均屬可受公評之事項。又王拓於記者會上的發言也多次強調自己沒有調查權，希望司法單位能對本案展開調查，代表王拓並無宣稱檢舉函必然為真的含意，屬於合理評論。最後，王拓等人也的確比對過檢舉函所提及的讀書會帶頭者與金溥聰具有同學關係，法院調查後也發現該人與金溥聰平日偶爾亦有聯絡等情形。因而雖然沒有積極事實證明毀謝小組存在，但王拓等人亦已落實合理查證義務，且誹謗罪阻卻違法事由並不以行為人傳述的事實絕對屬於真實為要件，只要行為人落實查證義務且在合理評論範圍內傳播，言論即應受憲法保障。總結上述理由後，判決王拓等人均不成立犯罪。

### 被質疑偏袒民進黨特定派系
2008年7月20日，民進黨召開全國黨員代表大會選出10席中常委，至此新潮流系在全黨16席中常委中占有5席（段宜康、徐佳青、陳菊、賴清德、楊秋興）、在全黨30席中執委中占有8席（洪智坤、李昆澤、徐佳青、林宜瑾、吳思瑤、林錫耀、段宜康、郭國文）；若再加上以蘇貞昌為首的蘇系、以及近來與新潮流系合作的陽信銀行系統（綠色友誼連線），則泛新潮流系的中常委席次已接近過半、中執委席次已經過半。本次中評會主委選舉，以陳水扁為首的扁系原本規畫由邱議瑩出任中評會主委，新潮流系陳金德卻在獲得扁系支援當選中評委後也參選中評會主委，而且新潮流系出身、時任民進黨秘書長的王拓在中評委未到齊時便宣布互推中評會主委，最後陳金德當選。邱議瑩與扁系負責操盤的高志鵬不滿選舉結果，他們認為，依黨內慣例應等中評委到齊才推舉中評會主委，王拓卻認為現場雖然只有六人、但已過半數符合規定。邱議瑩說，新潮流系沒有誠信，「談好合作卻突然翻臉」；高志鵬則說，民進黨派系問題就是新潮流系問題，新潮流系「一派獨大」與幫派無異。